# Choroba Taruiego
Choroba Taruiego (glikogenoza typu VII; GSD VII) – rzadka choroba genetyczna, dziedziczona w sposób autosomalny recesywny, polegająca na braku enzymu – fosfofruktokinazy (PFK) w mięśniach i krwinkach czerwonych. Efektem jest nadmierne gromadzenie glikogenu (o prawidłowej budowie) w wyżej wymienionych narządach.
Choroba została po raz pierwszy opisana przez Seiichirō Tarui w 1965 roku.

## Epidemiologia
Bardzo rzadka. Do tej pory zostało opisanych jedynie kilkadziesiąt przypadków. Występuje nieco częściej u mężczyzn niż u kobiet.

## Patofizjologia
Choroba Taruiego jest chorobą genetyczną wywołaną mutacją w obrębie chromosomu 12p13.
Bezpośrednią przyczyną choroby jest niedobór fosfofruktokinazy (w mięśniach prawie całkowity; w erytrocytach około 50% aktywności).
Fosfofruktokinaza jest enzymem, który katalizuje konwersję fruktozo-6-fosforanu do fruktozo-1,6-difosforanu podczas glikolizy. Dlatego niedobór tego enzymu powoduje nadmierne nagromadzenie glikogenu w tkankach, w których występuje deficyt PFK.

## Objawy
Objawy są podobne do tych jakie występują w chorobie McArdle’a.
- bóle i kurcze mięśni
- podwyższone stężenie enzymów mięśniowych po wysiłku
- mioglobinuria
- łagodna niedokrwistość hemolityczna ze skróceniem czasu przeżycia erytrocytów do 13–16 dni

## Typy
1. Wariant klasyczny – występujący w dzieciństwie, z nietolerancją wysiłku i niedokrwistością.
2. Wariant niemowlęcy – ujawniający się już w pierwszym roku życia, w niedługim czasie prowadzący do śmierci.
3. Wariant późny – łagodny, występujący u dorosłych, z postępującym osłabieniem mięśni kończyn, bez mioglobinurii i kurczy.

## Diagnostyka
- badania laboratoryjne:
  - podwyższenie poziomu kinazy kreatyninowej
  - podwyższenie poziomu bilirubiny
  - retikulocytoza
  - nie występuje kwasica mleczanowa
- badania obrazowe mózgu u pacjentów z wariantem niemowlęcym mogą wykazywać atrofię kory mózgowej i poszerzenie komór
- elektromiografia – różnego rodzaju zmiany miopatyczne

## Leczenie
Nie ma skutecznego leczenia tego schorzenia. U pacjentów zaleca się unikanie wysokowęglowodanowych pokarmów, które mogą powodować zaostrzenie choroby.

## Rokowanie
Z wyjątkiem wariantu niemowlęcego, który szybko prowadzi do zgonu, pozostałe typy choroby przebiegają jedynie z niewielkim upośledzeniem komfortu życia.